# Tanaecia viola
Tanaecia viola är en fjärilsart som beskrevs av Hans Fruhstorfer 1913. Tanaecia viola ingår i släktet Tanaecia och familjen praktfjärilar. Inga underarter finns listade i Catalogue of Life.